# Hrabstwo Jim Wells

Piramida wieku hrabstwa

Hrabstwo Jim Wells – hrabstwo położone w USA w stanie Teksas. Utworzone w 1911 r. Siedzibą hrabstwa jest największe miasto Alice.

## Sąsiednie hrabstwa
- Hrabstwo Live Oak (północ)
- Hrabstwo San Patricio (północny wschód)
- Hrabstwo Nueces (wschód)
- Hrabstwo Kleberg (wschód)
- Hrabstwo Brooks (południe)
- Hrabstwo Duval (zachód)

## Miasta
- Alice
- Orange Grove
- Premont
- San Diego

## Wioski
- Pernitas Point

## CDP
- Alfred
- Alice Acres
- Amargosa
- Coyote Acres
- K-Bar Ranch
- Loma Linda East
- Owl Ranch
- Rancho Alegre
- Sandia
- South La Paloma
- Westdale

## Gospodarka
- turystyka przyrodnicza i hodowla zwierząt egzotycznych (ranczo Lonesome Bull)[1][2]
- uprawa sorgo, bawełny, kukurydzy i grochu[3]
- akwakultura[3]
- hodowla kóz, koni i bydła[3]
- wydobycie gazu ziemnego i ropy naftowej[4].

Najpopularniejsze sektory zatrudnienia w 2020 roku dla mieszkańców hrabstwa Jim Wells to: opieka zdrowotna i pomoc społeczna (2257 osób), usługi edukacyjne (2187 osób), handel detaliczny (2093 osób), budownictwo (1661 osób), oraz górnictwo i przemysł wydobywczy (1445 osób). 

## Demografia
Według spisu w 2020 roku hrabstwo liczy 38,9 tys. mieszkańców, w tym byli:
- Latynosi – 80,5%
- biali nielatynoscy – 17,5%
- czarni lub Afroamerykanie – 1,2%
- rdzenni Amerykanie – 1,1%
- Azjaci – 0,7%.

## Religia
Według danych z 2020 roku większość (52,2%) mieszkańców wyznaje katolicyzm. Następnie byli ewangelikalni protestanci (ok. 20%), świadkowie Jehowy (1,3%) i mormoni (1,2%). 